# Noordelijke Panhandle van West Virginia

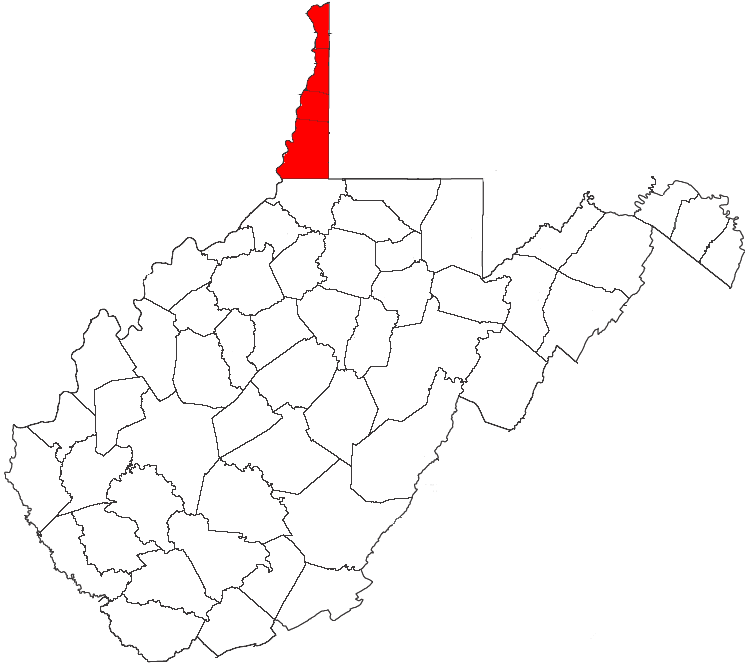
Noordelijke Panhandle, met de county's in rood.

De Noordelijke Panhandle (Engels: Northern Panhandle of West Virginia) is een zowel cultureel als geografisch verschillende regio van de Amerikaanse staat West Virginia. Het is het noordelijkste gebied van de staat, begrensd door de rivier de Ohio in het noorden en westen en door Pennsylvania in het oosten. Doordat de zuidelijke grens een doortrekking is van de Mason-Dixonlijn, en door de nabijheid van de agglomeratie Pittsburgh, is de regio veel meer op het Middenwesten gericht dan de rest van de staat, die wordt ingedeeld bij Upland South.

## County's
De volgende county's zijn onderdeel van de Noordelijke Panhandle, opgenoemd van noord naar zuid:
- Hancock County
- Brooke County
- Ohio County
- Marshall County

Velen in West Virginia rekenen Wetzel County ook tot de panhandle, terwijl het nochtans niet direct in het uitstekende gebied is gesitueerd.

## Belangrijkste gemeenschappen
Belangrijke steden zijn:
- Wheeling
- Weirton
- Moundsville

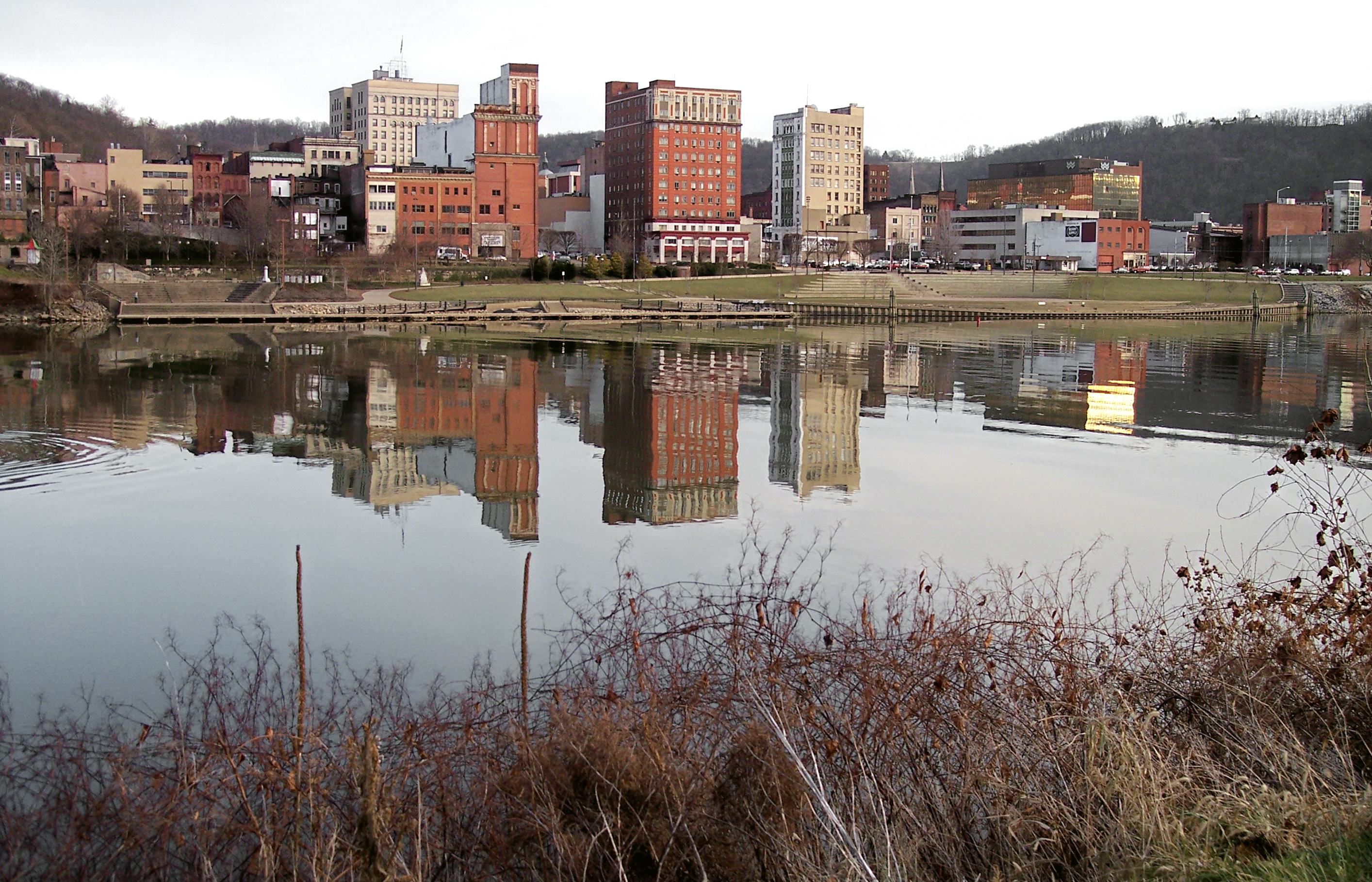
Centrum van Wheeling.

De volgende drie vierjaarscolleges bevinden zich in de Noordelijke Panhandle:
- West Liberty University (openbaar)
- Bethany College (particulier)
- Wheeling Jesuit University (particulier)

Alle vijf de county's die in dit artikel zijn genoemd, plus Tyler County, zijn onderdeel van het West Virginia Northern Community College.

## Geschiedenis
In de late jaren van de 19e eeuw heeft de Panhandle zich weten te ontwikkelen tot een industriegebied, gespecialiseerd in het fabriceren van staal- en glasproducten. Het is nog steeds een grotendeels industrieel gebied, desalniettemin zijn er al meerdere bedrijven failliet gegaan.